# Hardcore motherfuckers 2.0
Hardcore motherfuckers 2.0 è un album compilation hardcore pubblicato nel 2003, curato e mixato da Nico & Tetta.
Esso contiene 21 tracce realizzate da artisti noti a livello internazionale come Paul Elstak, Tommyknocker, Art of Fighters e Neophyte.

## Tracce
1. Dr. Macabre - Poltergeist
2. Meccano Twins - Sinapse (Aof Remix)
3. Jerry Lee Vs. Power T - Heavy Beats
4. Angels of Darkness - ...And I'm the Devil (Noize Creator Rmx)
5. The Mover & Rave Creator - Atmos-fear
6. Tha Playah - Hit 'em
7. The Stunned Guys & Dj Lancinhouse - Drum 'n' Bass
8. Steve Shit - Havin' Sex
9. Dj Nosferatu & Ophidian - Psychiatric Ass
10. Core Pusher - Core Pusher Anthem
11. Dj Paul & Firestone - Dead Cops
12. Lem-x - Madness War
13. Dj Sil - Feel It (Cut A.kaos Rmx)
14. Nico & Tetta - Born in Florida
15. Nightraver - So (The Stunned Guys Rmx)
16. Nico & Tetta - Hardcore Motherfucker
17. Tschabos - Gib Mir Die Bass (noch Korrekter!!!)
18. Art of Fighters vs Nico & Tetta - Balls Breakers
19. Neophyte Vs. The Viper - Got 2 B Original
20. Radium - Russian Roulette
21. De Euromasters - A Message from Hell